# 셰틸 얀스루
셰틸 얀스루(노르웨이어: Kjetil Jansrud, 1985년 8월 28일~)는 노르웨이의 전직 알파인 스키 선수이다. 알파인 스키의 5개 종목에 모두 출전했으며, 특히 대회전에서 가장 뛰어난 실력을 보여주는 선수의 하나이다.
토리노에서 열린 2006년 동계 올림픽에서는 알파인 스키 복합에서 10위를 기록했으며, 엄지손가락 부상으로 대회전 경기에 기권하고 2005년~2006년 시즌을 마감했다. 밴쿠버에서 열린 2010년 동계 올림픽 대회전에서 은메달을 땄다. 소치에서 열린 2014년 동계 올림픽에서는 슈퍼대회전에서 금메달, 활강에서 동메달을 땄다.